# 関根裕介
関根 裕介（せきね ゆうすけ、1980年1月21日 - ）は、日本の俳優。埼玉県入間市出身。フリー。

## 人物・来歴
音楽活動等も行っている。特技、アクション・殺陣・乗馬・バイク・料理・テニス・和太鼓。M2Music(株)以前は、アーバンアクターズに所属しており代表の殺陣師アクション監督の二家本辰巳に指導を受け俳優業の傍らスタントやアクションをしていた。また劇団The POWER PROJECTクーデターの正団員としての活動もしており出演・制作・舞台監督を担当していた。
2012年よりTV放送された『横浜見聞伝スター☆ジャン』への出演以降、主演の濱尾学 / スター☆ジャン役を演じ続けていた。2023年の完結作の発表に伴い同作品への卒業を発表。現在はフリーランスとして活動をしている。
俳優になる前は調理師をしており辻調理師専門学校を卒業している。
2020年11月に入籍を発表。2022年3月に第一子の出産を発表。
2023年『電子機器組み立て2級』の国家資格を取得。

## 出演

### テレビドラマ
- はぐれ刑事純情派 第16シリーズ 第12話（2003年6月25日、テレビ朝日）
- 相棒シリーズ（テレビ朝日）
  - season2 第6話（2003年11月19日）
  - season5 第16話（2007年2月7日）
  - season6 第17話（2008年3月5日）
- ウルトラQ dark fantasy 第6話（2004年5月11日、テレビ東京）
- 金曜ナイトドラマ ミステリー民俗学者 八雲樹 第8話（2004年12月10日、テレビ朝日）
- ウルトラマンネクサス 第21話（2005年2月26日、TBS）
- はるか17 第9話（2005年9月9日、テレビ朝日）
- ドラマW（WOWOW）
  - アウトリミット（2005年10月10日）
  - アルバイト探偵/100万人の標的（2005年11月13日）
  - 長い長い殺人（2007年11月4日）
- 生物彗星WoO 第6話（2006年6月11日、NHKデジタル衛星ハイビジョン）
- アンナさんのおまめ 第8話（2006年12月1日、テレビ朝日）
- テレビ朝日開局50周年記念ドラマスペシャル 鹿鳴館（2008年1月5日、テレビ朝日）
- さばドル（2012年1月13日 - 、テレビ東京）
- 横浜見聞伝スター☆ジャンシリーズ（テレビ神奈川） - 主演・濱尾学 / スター☆ジャン 役
  - 横浜見聞伝スター☆ジャン外伝 横浜謎解き大作戦！じゃん！！（2013年5月4日 - 8月3日）
  - 横浜見聞伝スター☆ジャン（2013年10月12日 - 12月28日）
  - 横浜見聞伝スター☆ジャン EPISODE:2（2016年4月23日 - 6月26日）
  - スター☆ジャン神（2019年1月26日 - 3月30日）[6]
- オトナ高校（2017年、テレビ朝日）
- センチネル/THE PILOT（2018年12月28日、千葉テレビ）
- センチネル2（2019年12月26日、千葉テレビ）
- センチネル2.5（2020年12月27日、千葉テレビ）

### テレビ番組
- 日立 世界・ふしぎ発見!（TBS）
- tvkニュース930（2012年）
- 夕なび 湘南～横浜（2013年）
- ずばり！横濱（2013年）
- ありがとッ！（2013年）
- 週末DOするTV（2013年）
- 横浜消防出初式2014〜The New Year's Fire Review〜（2013年）
- あっぱれ!KANAGAWA大行進（2013年）
- 横浜消防出初式2014～The New Year's Fire Review～（2014年）
- おとな高校（2017年）

### ウェブドラマ
- 横浜見聞伝スター☆ジャン EPISODE:0 〜神速の彼方へ〜（2012年12月24日） - 主演・濱尾学 / スター☆ジャン 役
- キック・アス/ジャスティス・フォーエバー 街のジャスティス君
- 紫陽花の咲く頃に - 主演・男 役
- 神奈川県警特殊詐欺インフラ撲滅

### 映画
- 血と骨（2004年）
- 海猫（2004年）
- 変身（2005年）
- TAKESHIS'（2005年）
- アオグラ（2006年）
- シナリオライター☆松本マリコ課題
- コンクリート
- 姑獲鳥の夏
- 極道の妻たちRESURRECTION
- 石内尋常高等小学校花は散れども
- 劇場版 鳳神ヤツルギ「木更津超熱戦 燃えあがれヤツルギ魂」（2014年） - 濱尾学 / スター☆ジャン 役
- 日本ローカルヒーロー大決戦（2015年） - 濱尾学 / スター☆ジャン 役
- 劇場版 びったれ!!!（2015年）
- まりおんの夢
- 銀魂2（2018年）
- 劇場版 横浜見聞伝スター☆ジャン Episode:Final（2018年） - 主演・濱尾学 / スター☆ジャン 役
- 紫陽花の咲くころに（2020年） - 主演　男 役
- スタージャン川・奈(序)[7]（2022年） - 濱尾学  役
- スター☆ジャン川・奈（終）[8]（2023年） - 主演・濱尾学 / スター☆ジャン 役

### NEOシネマ
- 極道の妻リターン
- 白と黒
- カポネ

### VHS
- 民暴のトライアングル－狙われた公共工事（警察庁）

### CM
- パイオニア ピュアビジョンブラック『月夜の決闘』（2005年） - 主役
- ボートピアYOKOHAMA（2013年）
- M2music School（2013年）
- 横浜見聞伝スター☆ジャン（2013年）
- 風越建設株式会社（2013年）
- 横浜環境保全株式会社（2013年）
- エスカップ（2014年）
- 八王子市シティープロモーション「8秒動画」[9]
- UNIQLO「ヒートテックの日・冬開き」篇[10]（2023年）

### 声優
- ナイトメア仮面の騎士（2012年3月、TOKYO FM）
- 劇団OUCHI（2020年4月 - 9月）
- 八王子市シティープロモーション「8秒動画」

### ラジオ
- ハマキヨ・サキのヒアタルシアタルII（2007年、レインボーFM）
- ドクター林の健康ゲラゲラクリニック（2012年、かつしかFM）
- おかえり！fromサテスタ（2012年、FMサルース）
- MORNING STEPS FRIDAY（2012年、FM横浜）
- 満開ラジオ 樹根爛漫（2013年、SBS静岡放送）
- ヨコハマ・ラジアンヌスタイル（2013年、ラジオ日本）
- みつくんの新鮮アーティスト！生絞り！（渋谷クロスFM）

### ナレーション
- 東京ガス エネファームCM（2010年7月）
- 住友林業 ハウジングフェア（2010年）
- 住友林業 新商品発表ステージ（2010年）
- J-SPORTS 野球好きニュース（2012年）

### イベント（MC.パフォーマンス）
- 超級動作班（2005年）
- 住友林業 ハウジングフェア（2010年）
- 住友林業 新商品発表ステージ（2010年）
- ガウディナイト3（2007年）
- ガウディナイト番外編「ドキュメンタリー映画も撮っちゃうよNight」（2007年）
- 双子伝説 vol.18（2009年）
- GIG@M2 vol.9（2011年）
- 双子伝説 vol.27（2011年）
- T2T（ON/OFF2周年記念LIVE）（2009年）
- T3T（ON/OFF2周年記念LIVE）（2010年）
- FUN FAN FUN（ON/OFF LIVE）（2011年）
- FUN FAN FUN（ON/OFF LIVE）（2012年）
- T For T（ON/OFF4周年記念LIVE）（2011年）
- 双子伝説外伝〜伊豆の国編〜 vol.27（2011年）
- T GO T（ON/OFF5周年記念LIVE）（2012年）
- T6T K + N = 60（ON/OFF6周年記念LIVE）（2013年）
- 横浜見聞伝スタージャン FAN FUN FESTIVAL Vol.1（2013年）
- TOKYO GAME SHOW 2014 - 東京ゲームショウ2013（2013年）
- CAPCOM オトレンジャー（2013年）
- 横浜消防出初式2014（2014年）

### 音楽活動
- ガウディナイト3（2007年）
- ガウディナイト番外編「ドキュメンタリー映画も撮っちゃうよNight」（2007年）
- FUN FAN FUN（ON/OFF LIVE）（2011年）
- POWER PROJECTクーデターグレイテストヒッツ『JUST-ICE』＜劇中歌・JUSTICE NO.1＞

### 舞台
出演作品
- 劇団MOONOR-eO『Ruin-Moon』
- 演劇ユニットDAT#3『A Lull in the Rain』
- 演劇ユニットDAT#4『GO WEST!』
- アーバンアクターズ公演『林檎-RINGO-』
- 実相寺昭雄演出.東京第二期会オペラ『魔笛』
- The POWER PROJECTクーデター『the moon』『ONE DAY』『CAT MOON』『s/lash』『TEARS DROP』『GG-Crysis』
- 哀川翔主演．三池崇版『座等市』
- 円谷プロ主催『ウルトラマンプレミアステージ2』
- 30-DELUX ON/OFF MIX 『リプレイス』
- 脇組『THE FAMILY・絆』
- 夢援隊20周年記念特別公演『海援隊ヨリ…』
- プラチナエス『ゲキシン』『HOME乱』
- POWER PROJECTクーデターグレイテストヒッツ『TEARS DROP』『JUST-ICE』『OZ』
- 地域演劇集団スター☆リンクス・インターンシップシアター公演『その先にあるもの』
- 芝居企画TECALL第六弾本公演『かいだん屋』(2015年)
- 浅草六区ゆめまち劇場『ひいろ～HIROになる時？それは今！〜　2』(2017年)
- 浅草六区ゆめまち劇場『Gilles de Rais～ジル・ド・レZERO ～ ～狂愛のゼラニウム～』(2018年)
- 浅草六区ゆめまち劇場『僕は眠ることを知らない』（劇団山本屋）(2018年)
- 芝居企画TECALL第十弾本公演『雪の降る音』(2018年)
- 浅草六区ゆめまち劇場『ひいろ～HIROになる時？それは今！〜　3』(2019年)
- IMAホール『新撰組ミュージカル～狂宴哀歌～』（剣舞プロジェクト）[11](2019年)
- キンケロ・シアター『ママの恋人』（ミュージカル座）(2019年)
- キンケロ・シアター『DARC』（株式会社BIGUP）(2019年)
- 萬劇場『鬼腕の談〜かいだん屋奇譚〜』（芝居企画TECALL）(2020年)
- 東京音実劇場『関根裕介生誕祭』(2020年)
- 千本桜ホール『舞台版スター☆ジャン＜龍神伝説＞』(2020年)

演出及び殺陣指導作品
- 慶應義塾大学大学院メディアデザイン研究科　日韓共同公演『魔法はヒカリに乗って』
- 実相寺昭雄演出.東京第二期会オペラ『魔笛』
- CATMOON Project『CAT MOON』
- 地域演劇集団スター☆リンクス・インターンシップシアター公演『その先にあるもの』
- 横浜見聞伝スター☆ジャン イベントパート

### ゲーム
- 星宝転生ジュエルセイバー(GREE)
- 全国ヒーロースラッシュバトル(ブシモ)
- スターオーシャン5(スクウェア・エニックス)(フィデル役モーションアクト)

### その他の活動と受賞歴
- 神奈川県都筑警察署一日警察署長[12]（2012年）
- 港北警察署一日警察官（2013年）
- 都筑警察防犯応援大使（2014年）
- 神奈川県薬物乱用防止特命大使（2014年）
- 神奈川県警危険ドラッグ対策大使（2015年）
- 平成28年度神奈川県犯罪のない安心・安全まちづくり奨励賞[13]（2016年）

### 記事・雑誌
- 2012年8月　 タウンニュース　港北版
- 2012年9月　 神奈川新聞（9月30日）
- 2012年11月　BERRY MAGAZINE（20日発行　フリーペーパー）
- 2012年12月　神奈川新聞（12月19日）
- 2012年12月　産経新聞（12月25日）
- 2012年12月　ハマジン（25日発行　フリーペーパー）
- 2013年1月　 横浜ウォーカー（4日発売：角川マガジンズ）
- 2013年1月　 朝日新聞（1月8日）
- 2013年1月　 タウンニュース　港北版
- 2013年2月　 てれびくん（1日発売　3月号　小学館）
- 2013年2月　 ヒーローヴィジョン（22日発売　　VOL.47　東京ニュース通信社）
- 2013年2月　 月間ホビージャパン（25日発売　　4月号　ホビージャパン社）
- 2013年4月　 はまれぽ
- 2013年7月　 日本全国+α　ご当地ヒーローシールコレクション
- 2013年7月　 神奈川県警「振り込め詐欺防止運動キャンペーンポスター」
- 2013年10月　 水曜社　超ローカルヒーロー大図鑑
- 2013年11月　 産経ニュース
- 2013年11月　 てれびくん（1日発売　12月号　小学館）
- 2014年4月　 HaMaWo
- 2014年4月　 横浜デジタルアーツ専門学校入学案内